# Saut en hauteur masculin aux championnats du monde d'athlétisme 2013
Navigation
Daegu 2011 Pékin 2015
L'épreuve de saut en hauteur masculin des championnats du monde de 2013 s'est déroulée les 13 et 15 août 2013 dans le Stade olympique Loujniki de Moscou (Russie), remportée par l'Ukrainien Bohdan Bondarenko (photo).

## Records et performances

### Records
Avant ces championnats de 2013, les records du saut en hauteur hommes (mondial, des championnats et par continent) étaient les suivants.
| Record                    | Athlète          | Pays           | Résultat | Lieu       | Date            |
| ------------------------- | ---------------- | -------------- | -------- | ---------- | --------------- |
| Record du monde           | Javier Sotomayor | Cuba           | 2,45 m   | Salamanque | 27 juillet 1993 |
| Record des championnats   | Javier Sotomayor | Cuba           | 2,40 m   | Stuttgart  | 22 août 1993    |
| Record d'Afrique          | Jacques Freitag  | Afrique du Sud | 2,38 m   | Oudtshoorn | 5 mars 2005     |
| Record d'Asie             | Zhu Jianhua      | Chine          | 2,39 m   | Eberstadt  | 10 juin 1984    |
| Record d'Amérique du Nord | Javier Sotomayor | Cuba           | 2,45 m   | Salamanque | 27 juillet 1993 |
| Record d'Amérique du Sud  | Gilmar Mayo      | Colombie       | 2,33 m   | Pereira    | 17 octobre 1994 |
| Record d'Europe           | Patrik Sjöberg   | Suède          | 2,42 m   | Stockholm  | 30 juin 1987    |
| Record d'Océanie          | Tim Forsyth      | Australie      | 2,36 m   | Melbourne  | 2 mars 1997     |

### Meilleures performances de l'année 2013
Quinze athlètes ont franchi la barre des 2,31 m avant les championnats.
|   | Athlète              | Pays        | Résultat | Lieu                 | Date            |
| - | -------------------- | ----------- | -------- | -------------------- | --------------- |
| 1 | Bohdan Bondarenko    | Ukraine     | 2,41 m   | Lausanne             | 4 juillet 2013  |
| 2 | Mutaz Essa Barshim   | Qatar       | 2,40 m   | Eugene, Orégon       | 1er juin 2013   |
| 3 | Erik Kynard          | États-Unis  | 2,37 m   | Lausanne             | 4 juillet 2013  |
| 4 | Derek Drouin         | Canada      | 2,36 m   | Eugene, Orégon       | 1er juin 2013   |
| 5 | Konstadínos Baniótis | Grèce       | 2,34 m   | Mersin               | 27 juin 2013    |
| 6 | Wang Yu              | Chine       | 2,33 m   | Pékin                | 21 mai 2013     |
| 7 | Michael Mason        | Canada      | 2,31 m   | Walnut (Californie)  | 20 avril 2013   |
| 7 | Jesse Williams       | États-Unis  | 2,31 m   | Walnut (Californie)  | 20 avril 2013   |
| 7 | Aleksandr Shustov    | Russie      | 2,31 m   | Pékin                | 21 mai 2013     |
| 7 | Szymon Kiecana       | Pologne     | 2,31 m   | Opole                | 9 juin 2013     |
| 7 | Robert Grabarz       | Royaume-Uni | 2,31 m   | Birmingham           | 30 juin 2013    |
| 7 | Sergey Mudrov        | Russie      | 2,31 m   | Kazan, Russie        | 9 juillet 2013  |
| 7 | Andriy Protsenko     | Ukraine     | 2,31 m   | Kazan, Russie        | 9 juillet 2013  |
| 7 | Donald Thomas        | Bahamas     | 2,31 m   | Tallahassee, Floride | 13 juillet 2013 |
| 7 | Mickael Hanany       | France      | 2,31 m   | Charléty, Paris      | 14 juillet 2013 |

## Engagés
Pour se qualifier pour les Championnats (minimum A), il fallait avoir réalisé moins de 2,31 m entre le 1er octobre 2012 et le 29 juillet 2013. Le minimum B est de 2,28 m .

## Médaillés
| Or                | Argent             | Bronze       |
| Bohdan Bondarenko | Mutaz Essa Barshim | Derek Drouin |

## Résultats

### Finale
| Rang               | Athlète              | Pays        | Essais | Essais | Essais | Essais | Essais | Essais | Essais | Essais | Essais | Marque | Notes      |
| Rang               | Athlète              | Pays        | 2,20m  | 2,25m  | 2,29m  | 2,32m  | 2,35m  | 2,38m  | 2,41m  | 2,44m  | 2,46m  | Marque | Notes      |
| ------------------ | -------------------- | ----------- | ------ | ------ | ------ | ------ | ------ | ------ | ------ | ------ | ------ | ------ | ---------- |
| Médaille d'or      | Bohdan Bondarenko    | Ukraine     | —      | —      | o      | —      | o      | —      | xo     | —      | xxx    | 2,41 m | =WL,CR,=PB |
| Médaille d'argent  | Mutaz Essa Barshim   | Qatar       | o      | o      | o      | xo     | o      | o      | x—     | x      |        | 2,38 m |            |
| Médaille de bronze | Derek Drouin         | Canada      | o      | o      | o      | o      | o      | xo     | xxx    |        |        | 2,38 m | NR         |
| 4                  | Erik Kynard          | États-Unis  | o      | o      | o      | xo     | xxx    |        |        |        |        | 2,32 m |            |
| 5                  | Donald Thomas        | Bahamas     | xo     | o      | o      | xo     | —      | xxx    |        |        |        | 2,32 m | SB         |
| 6                  | Aleksandr Shustov    | Russie      | o      | o      | xo     | xxo    | xxx    |        |        |        |        | 2,32 m | SB         |
| 7                  | Robert Grabarz       | Royaume-Uni | o      | o      | xo     | xxx    |        |        |        |        |        | 2,29 m |            |
| 8                  | Zhang Guowei         | Chine       | o      | xxo    | xo     | xxx    |        |        |        |        |        | 2,29 m |            |
| 9                  | Konstadínos Baniótis | Grèce       | o      | o      | xxx    |        |        |        |        |        |        | 2,25 m |            |
| 9                  | Ryan Ingraham        | Bahamas     | o      | o      | xxx    |        |        |        |        |        |        | 2,25 m |            |
| 9                  | Kabelo Kgosiemang    | Botswana    | o      | o      | xxx    |        |        |        |        |        |        | 2,25 m |            |
| DQ                 | Ivan Ukhov           | Russie      | o      | o      | o      | o      | o      | xxx    |        |        |        | dopage |            |

### Qualifications
Qualification : 2,31 m (Q) ou les 12 meilleurs sauts (q).
| Rang | Athlète              | Pays        | Hauteur    | Par hauteur | Par hauteur | Par hauteur | Par hauteur | Par hauteur | Par hauteur |
|      |                      |             |            | 2,17m       | 2,22m       | 2,26m       | 2,29m       | 2,31m       |             |
| ---- | -------------------- | ----------- | ---------- | ----------- | ----------- | ----------- | ----------- | ----------- | ----------- |
| 1    | Aleksandr Shustov    | Russie      | 2,29 m (q) | O           | O           | O           | O           |             |             |
| 1    | Robert Grabarz       | Royaume-Uni | 2,29 m (q) | O           | O           | O           | O           |             |             |
| 3    | Donald Thomas        | Bahamas     | 2,29 m (q) | O           | O           | XXO         | O           |             |             |
| 4    | Mutaz Essa Barshim   | Qatar       | 2,29 m (q) | O           | O           | O           | XXO         |             |             |
| 5    | Konstadínos Baniótis | Grèce       | 2,26 m (q) | O           | O           | O           | XR          |             |             |
| 6    | Kabelo Kgosiemang    | Botswana    | 2,26 m (q) | XO          | O           | O           | XXX         |             |             |
| 6    | Erik Kynard          | États-Unis  | 2,26 m (q) | O           | XO          | O           | XXX         |             |             |
| 8    | Jaroslav Bába        | Tchéquie    | 2,26 m     | O           | O           | XO          | XXX         |             |             |
| 9    | Mihai Donișan        | Roumanie    | 2,26 m     | O           | XO          | XO          | XXX         |             |             |
| 10   | Wang Yu              | Chine       | 2,22 m     | O           | O           | XXX         |             |             |             |
| 11   | Andriy Protsenko     | Ukraine     | 2,22 m     | O           | XXO         | XXX         |             |             |             |
| 12   | Rožle Prezelj        | Slovénie    | 2,17 m     | O           | XXX         |             |             |             |             |
| 12   | Michael Mason        | Canada      | 2,17 m     | O           | XXX         |             |             |             |             |
| 12   | Diego Ferrín         | Équateur    | 2,17 m     | O           | XR          |             |             |             |             |
| 12   | Douwe Amels          | Pays-Bas    | 2,17 m     | O           | XXX         |             |             |             |             |
|      | Bi Xiaoliang         | Chine       | NM         | XXX         |             |             |             |             |             |
|      | Keith Moffatt        | États-Unis  | NM         | XXX         |             |             |             |             |             |

| Rang | Athlète                | Pays       | Hauteur    | Par hauteur | Par hauteur | Par hauteur | Par hauteur | Par hauteur | Par hauteur |
|      |                        |            |            | 2,17m       | 2,22m       | 2,26m       | 2,29m       | 2,31m       |             |
| ---- | ---------------------- | ---------- | ---------- | ----------- | ----------- | ----------- | ----------- | ----------- | ----------- |
| 1    | Ivan Ukhov             | Russie     | 2,29 m (q) | O           | O           | O           | O           |             |             |
| 1    | Bohdan Bondarenko      | Ukraine    | 2,29 m (q) | -           | O           | -           | O           |             |             |
| 3    | Zhang Guowei           | Chine      | 2,29 m (q) | O           | O           | O           | XXO         |             |             |
| 4    | Derek Drouin           | Canada     | 2,29 m (q) | O           | O           | XO          | XXO         |             |             |
| 5    | Ryan Ingraham          | Bahamas    | 2,26 m (q) | O           | O           | O           | XXX         |             |             |
| 6    | Adónios Mástoras       | Grèce      | 2,26 m     | XXO         | O           | O           | XXX         |             |             |
| 7    | Mickaël Hanany         | France     | 2,26 m     | O           | O           | XO          | XXX         |             |             |
| 8    | Silvano Chesani        | Italie     | 2,26 m     | XO          | O           | XO          | XXX         |             |             |
| 8    | Dusty Jonas            | États-Unis | 2,26 m     | XO          | O           | XO          | XXX         |             |             |
| 10   | Yuriy Krymarenko       | Ukraine    | 2,22 m     | O           | O           | XXX         |             |             |             |
| 11   | Majd Eddine Ghazal     | Syrie      | 2,22 m     | XO          | O           | XXX         |             |             |             |
| 12   | Edgar Rivera           | Mexique    | 2,22 m     | O           | XO          | XXX         |             |             |             |
| 13   | Jesse Williams         | États-Unis | 2,22 m     | O           | XXO         | XXX         |             |             |             |
| 14   | Brandon Starc          | Australie  | 2,17 m     | O           | XXX         |             |             |             |             |
| 14   | Ali Mohd Younes Idriss | Soudan     | 2,17 m     | O           | XXX         |             |             |             |             |
| 14   | Aleksey Dmitrik        | Russie     | 2,17 m     | O           | XXX         |             |             |             |             |
| 14   | Szymon Kiecana         | Pologne    | 2,17 m     | O           | XXX         |             |             |             |             |

## Légende
- m : mètres

Records et Performances
- AR : Record continental (area record)
- CR : Record des championnats (championship record)
- MR : Record du meeting (meet record)
- NR : Record national (national record)
- OR : Record olympique (olympic record)
- PR : Record paralympique (paralympic record)
- PB : Record personnel (personal best)
- SB : Meilleure performance personnelle de la saison (season's best)
- WL : Meilleure performance mondiale de l'année (world leader)
- WJR : Record du monde junior (world junior record)
- WR : Record du monde (world record)

Circonstances et Conditions
- DNF : N'a pas terminé (did not finish)
- DNS : N'a pas pris le départ (did not start)
- DQ : Disqualification (disqualification)
- NM : Aucun essai valable enregistré (No Mark)
- Q : Qualifié « directement » au prochain tour (ou à la prochaine compétition), lors d'une compétition majeure, grâce au classement ou à la réalisation des minima (automatic qualifier)
- q : Qualifié au prochain tour (ou à la prochaine compétition), lors d'une compétition majeure, grâce au repêchage ou à la réalisation de l'une des meilleures performances parmi celles des « non qualifiés directement » (grâce au meilleur temps ou à la meilleure distance par exemple) (secondary qualifier)